# 唇萼苣苔
唇萼苣苔（学名：Trisepalum birmanicum）为苦苣苔科唇萼苣苔属下的一个种。